# Liste der denkmalgeschützten Objekte in Weilbach (Oberösterreich)
Die Liste der denkmalgeschützten Objekte in Weilbach enthält die denkmalgeschützten, unbeweglichen Objekte der Gemeinde Weilbach in Oberösterreich (Bezirk Ried im Innkreis).

## Denkmäler
| Foto |                 | Denkmal                                                                            | Standort                                        | Beschreibung | Metadaten |
| ---- | --------------- | ---------------------------------------------------------------------------------- | ----------------------------------------------- | --- | --- |
| ja   | Datei hochladen | Kath. Pfarrkirche Mariae Himmelfahrt und Friedhof HERIS-ID: 52671 Objekt-ID: 60146 | bei Weilbach 1 Standort KG: Voitshofen          | Ein Tuffsteinbau hat ein spätbarockes (1775) Langhaus und einen leicht eingezogenen zweijochigen, gotischen Chor mit 5/8-Schluss. Der barocke Westturm mit hoher Haube wurde um 1780 errichtet. | BDA-Hist.: Q23541922 Status: § 2a Stand der BDA-Liste: 2025-06-30 Name: Kath. Pfarrkirche Mariae Himmelfahrt und Friedhof GstNr.: 6, 5/1 Pfarrkirche Weilbach (Oberösterreich) |
| ja   | Datei hochladen | Kath. Filialkirche hl. Kreuz, ehem. hl. Valentin HERIS-ID: 38795 Objekt-ID: 38402  | gegenüber Kleinmurham 2 Standort KG: Ellreching | Die kleine gotische Kirche als Tuffsteinbau mit Maßwerkfenstern hat ein einschiffiges Langhaus ohne Strebepfeiler mit einer flachen Holzdecke und einen einjochigen Chor mit einem Fünfachtelschluss mit einem Netzrippengewölbe auf Halbkreisdiensten. Der westliche Dachreiter wurde 1848 aufgesetzt. Das gotische Südportal hat eine Tür mit gotischen Beschlägen. | BDA-Hist.: Q22040194 Status: Bescheid Stand der BDA-Liste: 2025-06-30 Name: Kath. Filialkirche hl. Kreuz, ehem. hl. Valentin GstNr.: 63 Filialkirche Kleinmurham               |